# Coppa Italia Dilettanti 2004-2005
La Coppa Italia Dilettanti 2004-05 di calcio si disputa tra marzo e maggio 2005, la vincitrice accede direttamente alla Serie D. Nel caso in cui sia già stata promossa in D per la posizione in classifica nel suo campionato, accede alla Serie D la finalista perdente. Se anch'essa è stata già promossa in D, sarà promossa la migliore delle semifinaliste, e se anche la migliore semifinalista è già promossa, ha diritto alla Serie D l'altra semifinalista, e così via.

## Squadre partecipanti
| Regione                  | Squadra                   | Città (provincia)               |
| ------------------------ | ------------------------- | ------------------------------- |
| Piemonte e Valle d'Aosta | Nova Colligiana           | San Damiano d'Asti (AT)         |
| Liguria                  | Sestrese                  | Genova                          |
| Lombardia                | Colognese                 | Cologno al Serio (BG)           |
| Trentino-Alto Adige      | Vallagarina               | Villa Lagarina (TN)             |
| Veneto                   | Casalserugo               | Casalserugo (PD)                |
| Friuli-Venezia Giulia    | Pordenone                 | Pordenone                       |
| Emilia-Romagna           | Giacomense                | Masi San Giacomo (FE)           |
| Toscana                  | San Donato Tavarnelle     | San Donato in Poggio (FI)       |
| Umbria                   | Narnese                   | Narni (TR)                      |
| Marche                   | Biagio Nazzaro            | Chiaravalle (AN)                |
| Lazio                    | Cecchina Al.Pa.           | Cecchina di Albano Laziale (RM) |
| Abruzzo                  | Montesilvano              | Montesilvano (PE)               |
| Molise                   | Nuovo Campobasso          | Campobasso                      |
| Campania                 | Alba Durazzano Sant'Agata | Durazzano (BN)                  |
| Puglia                   | Real Altamura             | Altamura (BA)                   |
| Basilicata               | Sporting Genzano          | Genzano di Lucania (PZ)         |
| Calabria                 | Villese                   | Villa San Giovanni (RC)         |
| Sicilia                  | Orlandina                 | Capo d'Orlando (ME)             |
| Sardegna                 | Tavolara                  | Olbia (SS)                      |

- Il Pordenone militava in Promozione: se avesse vinto la Coppa Italia Dilettanti non avrebbe potuto ottenere la promozione in Serie D.

### Le finali regionali
| Regione                  | Vincitrice                | Finalista          | Risultato             |
| ------------------------ | ------------------------- | ------------------ | --------------------- |
| Piemonte e Valle d'Aosta | Nova Colligiana           | Pinerolo           | 1 - 0                 |
| Liguria                  | Sestrese                  | Chiavari V.L.      | 2 - 0                 |
| Lombardia                | Colognese                 | Nuova Verolese     | 4 - 3 dts             |
| Trentino-Alto Adige      | Vallagarina               | Alta Vallagarina   | 1 - 0 dts             |
| Veneto                   | Casalserugo               | Casaleone          | 0 - 0 dts (5-4 dcr)   |
| Friuli-Venezia Giulia    | Pordenone                 | Gonars             | 3 - 0                 |
| Emilia-Romagna           | Giacomense                | Bagnolese          | 3 - 0                 |
| Toscana                  | San Donato Tavarnelle     | Scandicci          | 1 - 2 e 1 - 0 gfc     |
| Umbria                   | Narnese                   | Città di Castello  | 3 - 0                 |
| Marche                   | Biagio Nazzaro            | Caldarola          | 1 - 0                 |
| Lazio                    | Cecchina Al.Pa.           | Cynthia Genzano    | 1 - 0                 |
| Abruzzo                  | Montesilvano              | Penne              | 2 - 0 e 1 - 0         |
| Molise                   | Campobasso                | Termoli            | 2 - 0                 |
| Campania                 | Alba Durazzano Sant'Agata | Sant'Antonio Abate | 2 - 1                 |
| Puglia                   | Real Altamura             | Taurisano          | 2 - 1 e 1 - 1         |
| Basilicata               | Sporting Genzano          | Atella Monticchio  | 2 - 0                 |
| Calabria                 | Villese                   | Luzzese            | 2 - 2 e 3 - 0         |
| Sicilia                  | Orlandina                 | Licata             | 3 - 3 dts (15-14 dcr) |
| Sardegna                 | Tavolara                  | Tharros            | 2 - 0                 |

## Fase eliminatoria a gironi
Le 19 squadre partecipanti al primo turno (9-16-30 marzo) sono state divise in 8 gironi:
- I gironi A, D e G sono composti da 3 squadre;
- I gironi B, C, E, F e H sono composti da 2 squadre.

I giorni sono stati sorteggiati come segue:
| Girone A    | Girone B        | Girone C   | Girone D       | Girone E      | Girone F         | Girone G                  | Girone H  |
| ----------- | --------------- | ---------- | -------------- | ------------- | ---------------- | ------------------------- | --------- |
| Casalserugo | Nova Colligiana | Colognese  | Biagio Nazzaro | Tavolara      | Real Altamura    | Alba Durazzano Sant'Agata | Orlandina |
| Pordenone   | Sestrese        | Giacomense | Narnese        | Cecchina AlPa | Sporting Genzano | Nuovo Campobasso          | Villese   |
| Vallagarina |                 |            | San Donato     |               |                  | Montesilvano              |           |

### Girone A
| Squadra        | P.ti | G | V | N | P | GF | GS | DR |
| -------------- | ---- | - | - | - | - | -- | -- | -- |
| 1. Pordenone   | 4    | 2 | 1 | 1 | 0 | 2  | 0  | +2 |
| 2. Casalserugo | 4    | 2 | 1 | 1 | 0 | 1  | 0  | +1 |
| 3. Vallagarina | 0    | 2 | 0 | 0 | 2 | 0  | 3  | -3 |

| 9 marzo 2005, ore 15:00 | Vallagarina | 0 – 2 | Pordenone |  |

| 16 marzo 2005, ore 15:00 | Casalserugo | 1 – 0 | Vallagarina |  |

| 23 marzo 2005, ore 15:00 | Pordenone | 0 – 0 | Casalserugo |  |

### Girone B
| 9 marzo 2005, ore 15:00 | Nova Colligiana | 0 – 0 | Sestrese |  |

| 16 marzo 2005, ore 15:00 | Sestrese | 0 – 4 | Nova Colligiana |  |

Qualificata/o:  Nova Colligiana

### Girone C
| 9 marzo 2005, ore 15:00 | Colognese | 2 – 0 | Giacomense |  |

| 16 marzo 2005, ore 15:00 | Giacomense | 1 – 2 | Colognese |  |

Qualificata/o:  Colognese

### Girone D
| Squadra           | P.ti | G | V | N | P | GF | GS | DR |
| ----------------- | ---- | - | - | - | - | -- | -- | -- |
| 1. San Donato     | 4    | 2 | 1 | 1 | 0 | 3  | 2  | +1 |
| 2. Narnese        | 2    | 2 | 0 | 2 | 0 | 2  | 2  | +0 |
| 3. Biagio Nazzaro | 1    | 2 | 0 | 1 | 1 | 0  | 1  | -1 |

| 9 marzo 2005, ore 15:00 | Narnese | 2 – 2 | San Donato |  |

| 16 marzo 2005, ore 15:00 | Biagio Nazzaro | 0 – 0 | Narnese |  |

| 30 marzo 2005, ore 15:00 | San Donato | 1 – 0 | Biagio Nazzaro |  |

### Girone E
| 9 marzo 2005, ore 15:00 | Tavolara | 0 – 3 | Cecchina AlPa |  |

| 16 marzo 2005, ore 15:00 | Cecchina AlPa | n – d | Tavolara |  |

Qualificata/o:  Cecchina AlPa

### Girone F
| 9 marzo 2005, ore 15:00 | Sporting Genzano | 1 – 1 | Real Altamura |  |

| 16 marzo 2005, ore 15:00 | Real Altamura | 0 – 0 | Sporting Genzano |  |

Qualificata/o:  Real Altamura

### Girone G
| Squadra                      | P.ti | G | V | N | P | GF | GS | DR |
| ---------------------------- | ---- | - | - | - | - | -- | -- | -- |
| 1. Nuovo Campobasso          | 6    | 2 | 2 | 0 | 0 | 3  | 1  | +2 |
| 2. Alba Durazzano Sant'Agata | 3    | 2 | 1 | 0 | 1 | 4  | 2  | +2 |
| 3. Montesilvano              | 0    | 2 | 0 | 0 | 2 | 0  | 4  | -4 |

| 9 marzo 2005, ore 15:00 | Alba Durazzano Sant'Agata | 3 – 0 | Montesilvano |  |

| 16 marzo 2005, ore 15:00 | Montesilvano | 0 – 1 | Campobasso |  |

| 30 marzo 2005, ore 15:00 | Campobasso | 2 – 1 | Alba Durazzano Sant'Agata |  |

### Girone H
| 9 marzo 2005, ore 15:00 | Orlandina | 3 – 2 | Villese |  |

| 16 marzo 2005, ore 15:00 | Villese | 4 – 0 | Orlandina |  |

Qualificata/o:  Villese

## Fase a eliminazione diretta

### Quarti di finale
| Squadra 1     | Totale | Squadra 2       | Andata     | Ritorno         |
| ------------- | ------ | --------------- | ---------- | --------------- |
|               |        |                 | 06.04.2005 | 13.04.2005      |
| Pordenone     | 1 - 4  | Colognese       | 0 - 2      | 1 - 2           |
| Campobasso    | 2 - 0  | Cecchina AlPa   | 1 - 0      | 1 - 0           |
| Real Altamura | 2 - 2  | Villese         | 1 - 1      | 1 - 1 (5-4 dcr) |
| San Donato    | 1 - 1  | Nova Colligiana | 1 - 0      | 0 - 1 (3-5 dcr) |

### Semifinali
| Squadra 1  | Totale | Squadra 2       | Andata     | Ritorno    |
| ---------- | ------ | --------------- | ---------- | ---------- |
|            |        |                 | 27.04.2005 | 04.05.2005 |
| Colognese  | 2 - 1  | Nova Colligiana | 2 - 0      | 0 - 1      |
| Campobasso | 2 - 2  | Real Altamura   | 2 - 1      | 0 - 1      |

### Finale
| Arbitro: | Grazioli (Maniago) |

| |            | |
| Pesenti I. 31’ Vezzoli 76’ | Marcatori  | 30’ Barbera |
| · Locatelli · Cortinovis · Corna · Ubbiali · Maffioletti · Bosetti · Vezzoli · Rigamonti · (63' Morstabillini) Belotti · (85' Brevi) Pesenti G. · (71' Baretti) Pesenti I. | Formazioni | · Di Leo · Galante · Tridente (82' Sardone) · Semeraro · Quadrello · Giardino · Vicenti · Cursi · Morgigno · Barbera (77' D'Apice) · De Mapoli (71' Empolo) |
| Cefis | Allenatori | Sgobba |